# المركز التاريخي لسانت ماران وجبل تيتانو
المركز التاريخي لسان مارينو وجبل تيتانو هو موقع التراث العالمي الوحيد لليونسكو في ولاية سان مارينو، التي تعتبر أقدم جمهورية في العالم اليوم. يتضمن الموقع قمة جبل تيتانو ومركز القرون الوسطى سان مارينو، التي تُعتبر أقدم جمهورية في العالم اليوم. تم تشكيل الإقليم المشار إليه في مفهوم «المركز التاريخي لسان مارينو» على ثلاث مراحل. في نهاية القرن الثالث عشر، أقيم الصف الأول من الجدران حول الكنيسة على جبل تيتانو وأول الأبراج الثلاثة؛ في القرن الرابع عشر، ظهر البرجان الثاني والثالث، بُني الصف الثاني من أسوار المدينة، مما زاد من مساحة المدينة، بينما أُصلح الصف الأول من الجدران؛ بحلول منتصف القرن الخامس عشر، اكتمل بناء الصف الثالث من أسوار المدينة، وفي نفس الوقت ظهر عدد كبير من قصور المواطنين الأثرياء في حدود المدينة الجديدة. وِضعت المباني القديمة في الجمهورية تحت الحماية بشكل رئيسي في عام 1919م، على الرغم من أن مبنى البرلمان كان لا يزال في عام 1916م. نُقِح قانون حماية الآثار التاريخية في عام 1980م واستكمل في عام 1983م. تشمل المباني المحمية، على سبيل المثال، دير الفرنسيسكان، ودير سانتا كيارا، وتياترو مونتي تيتانو، وكنيسة سان مارينو، وقصر الحكومة.
أُعلن الموقع كموقع تراث عالمي في عام 2008م.

## معرض

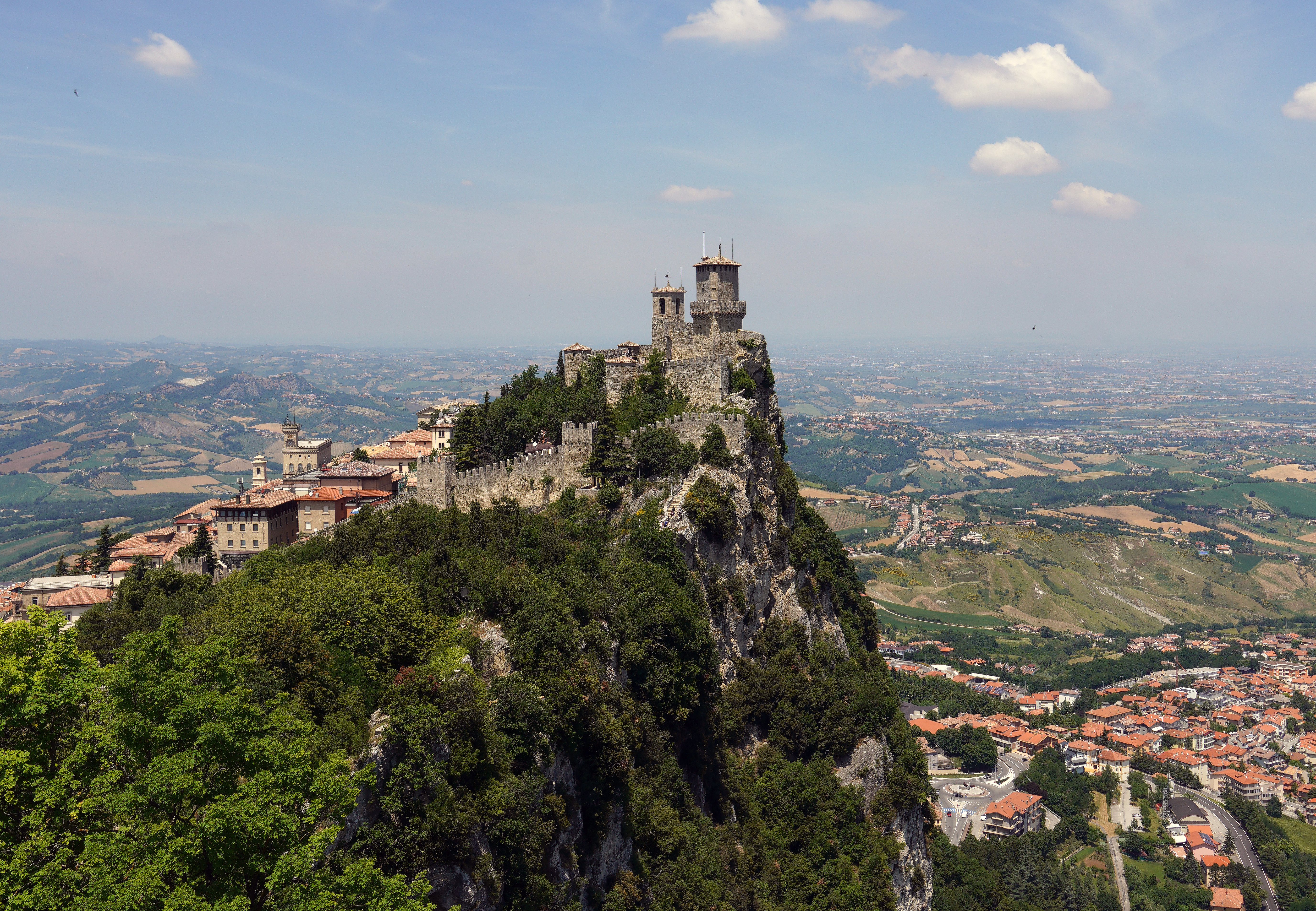
منظر لسان مارينو وجبل تيتانو
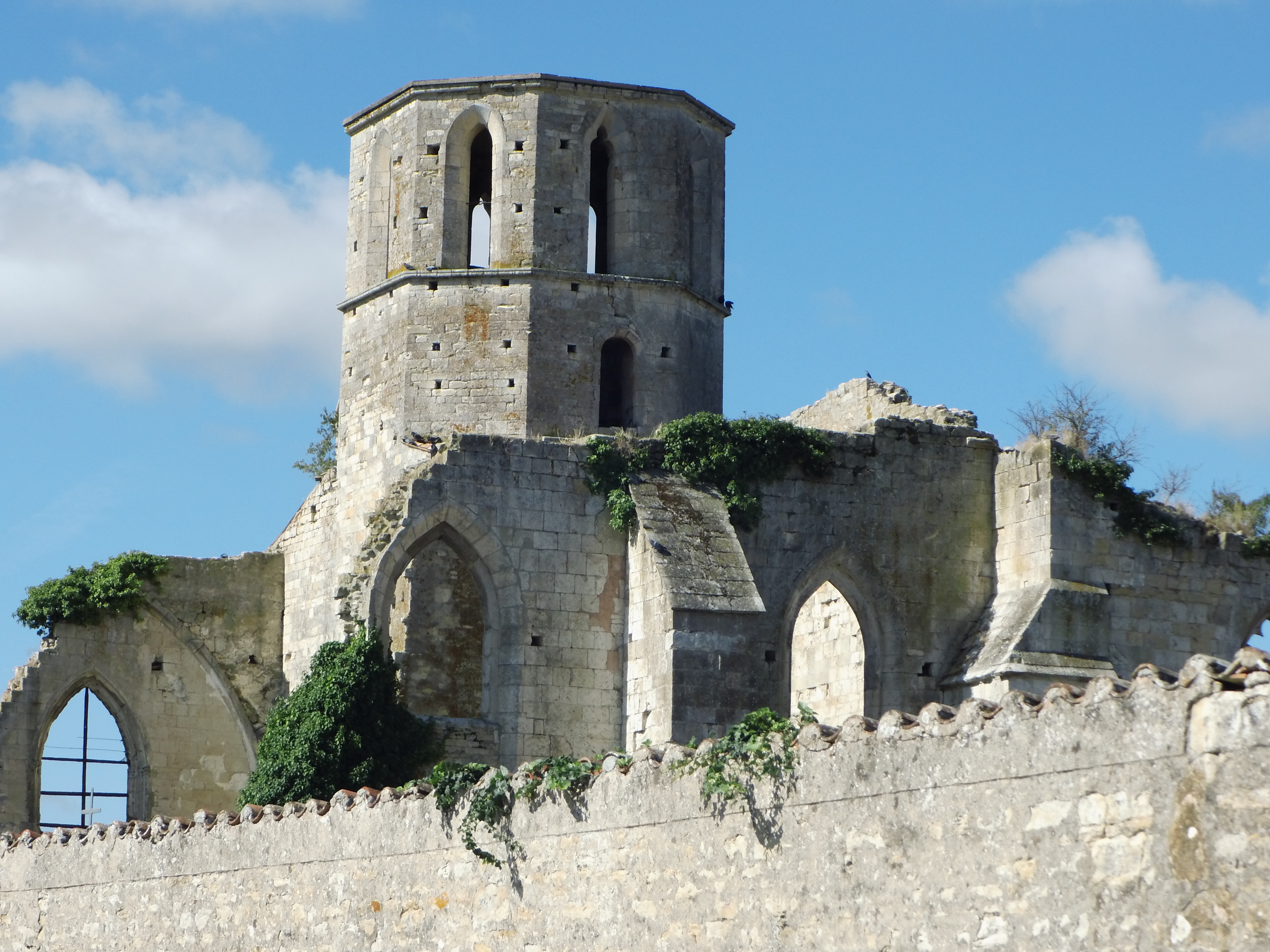
منظر قريب للكنيسة
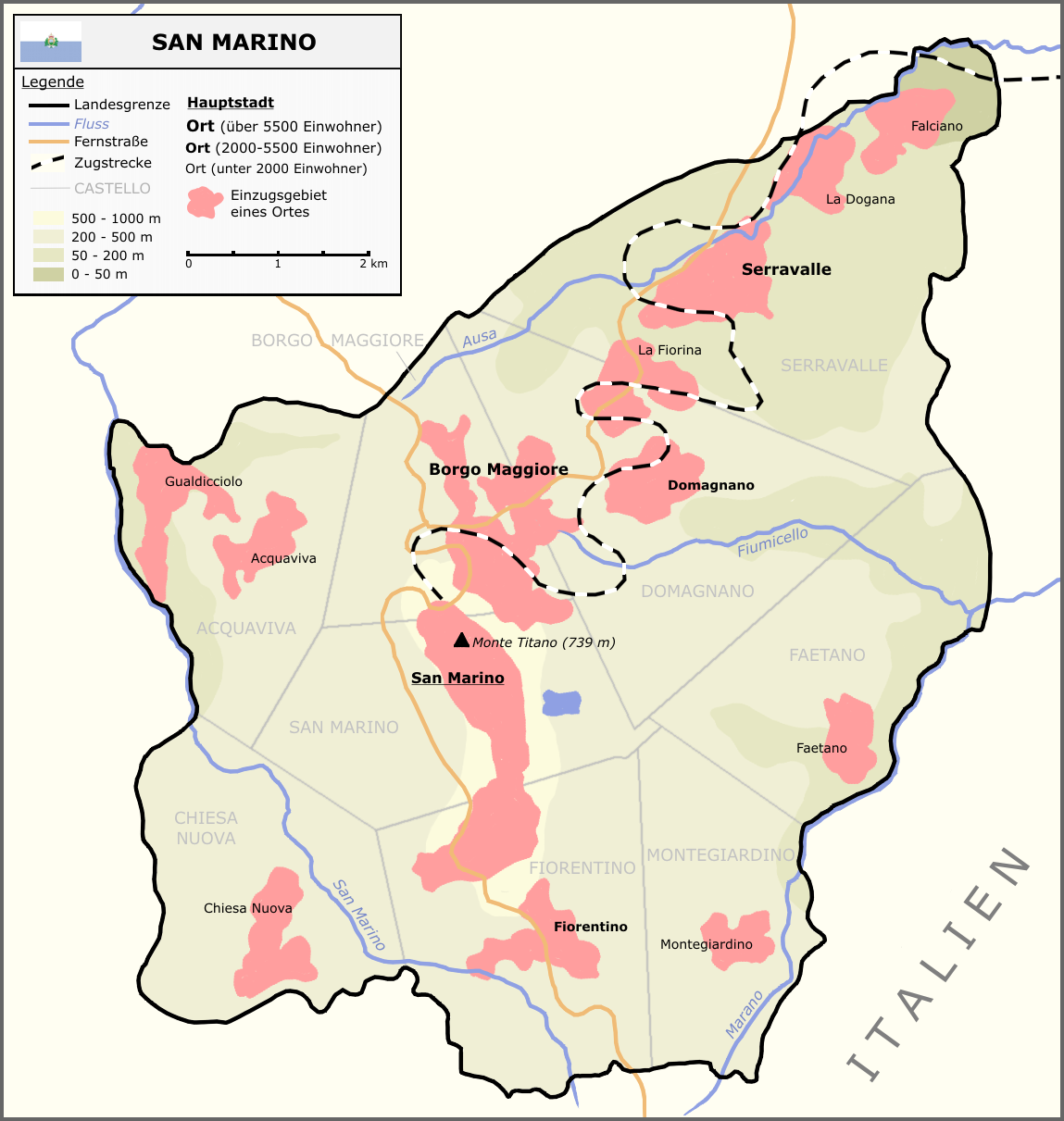
خريطة سان مارينو
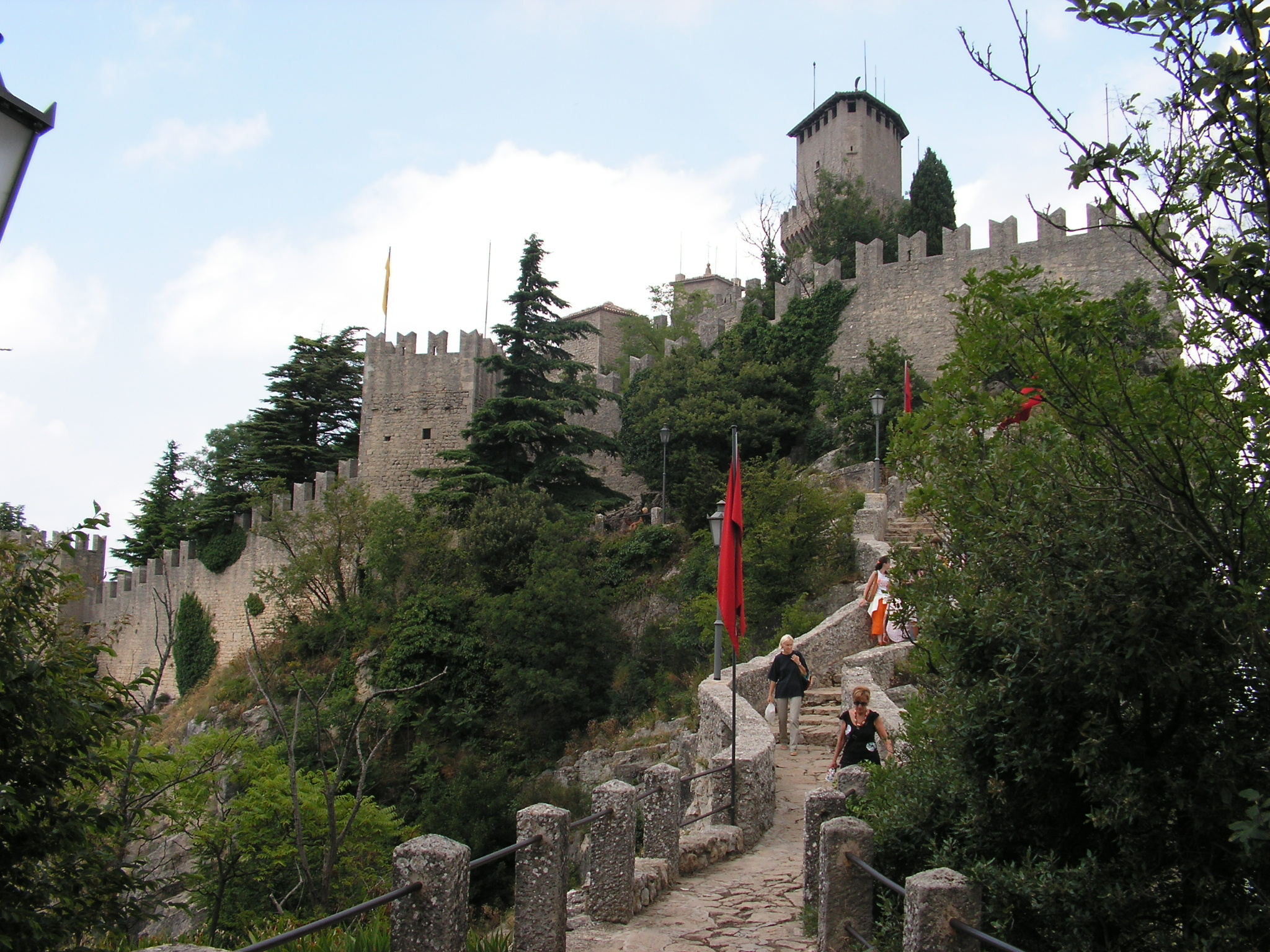
طريق الصعود للكنيسة